# Stefan Majchrowicz
Stefan Majchrowicz (ros. Степан Казимирович Майхрович; ur. 21 czerwca 1908 w Starewie koło Słucka, zm. 1 lipca 1981) – białoruski publicysta i krytyk literacki polskiego pochodzenia, filolog, redaktor polskojęzycznego Sztandaru Wolności. 

## Życiorys
Urodził się w polskiej rodzinie na Słucczyźnie. W wieku dwudziestu lat wstąpił do WKP(b). W 1941 ukończył studia w Instytucie Pedagogicznym w Mińsku. Był redaktorem wychodzącego w stolicy Białorusi polskojęzycznego Sztandaru Wolności. Po wybuchu wojny niemiecko-sowieckiej został wysłany na front, od 1943 walczył w partyzantce. Był członkiem podziemnego komitetu obwodowego KP(b)B w Białymstoku oraz redaktorem gazety „Biełastockaja prauda”. 
Po II wojnie światowej stał na czele Wydawnictwa Państwowego BSRR (1944–1948). W 1959 obronił dysertację kandydacką z dziedziny nauk filologicznych. Od 1959 do 1970 pracował w Instytucie Wiedzy o Sztuce, Etnografii i Folklorze Akademii Nauk Białoruskiej SRR. Był jednym z czołowych badaczy literatury białoruskiej w Białoruskiej SRR.

## Wybrane publikacje
- „Янка Брыль” (1961)
- „Георгий Скорина” (1966)
- „Слово о полку Игореве” (1968)
- „Пословицы и поговорки. Исторический очерк” (1976)
- „Иван Шамякин” (1978)